# The Assisi Underground
The Assisi Underground (Els clandestins d'Assís) és una pel·lícula italoamericana de 1985 feta per a televisió, escrita i dirigida per Alexander Ramati. És una adaptació de la seva novel·la de 1978, The Assisi Underground: The Priest who Rescued Jews, que es basa en un relat real del pare Rufino Niccacci dels fets que envolten la xarxa d'Assís, un esforç per amagar 300 jueus a la ciutat d'Assís durant la Segona Guerra Mundial. La pel·lícula és protagonitzada perBen Cross, Irene Papas, Maximilian Schell, Karlheinz Hackl i James Mason en la seva darrera actuació abans de la seva mort el juliol de 1984.

## Trama
L'any 1943 el bisbe d'Assís Giuseppe Placido Nicolini demana al sacerdot franciscà Rufino Niccacci que rescatés d'amagat els jueus italians dels nazis.

## Repartiment
- Ben Cross com Rufino Niccacci
- James Mason com Monsenyor Giuseppe Placido Nicolini, Bisbe d'Assís
- Irene Papas com la Mare Giuseppina
- Maximilian Schell com el Coronel Valentin Müller
- Karlheinz Hackl com el Capità von Velden
- Geoffrey Copleston com Cap de policia Bertolucci
- Riccardo Cucciolla com Luigi Brizi
- Angelo Infanti com Giorgio Kropf
- Delia Boccardo com Comtessa Cristina
- Paolo Malco com Paolo Josza
- Roberto Bisacco com Professor Rieti
- Edmund Purdom com el Cardenal Elia Dalla Costa
- Venantino Venantini com Pietro
- Maurice Poli com Vito
- Giancarlo Prete com Col. Gay
- Alessandra Mussolini com Germana Beata
- Riccardo Salvino com Otto Maionica
- Greta Vayan com Rita Maionica
- Alfredo Pea com Gino Bartali[1]

## Resposta crítica
La pel·lícula va rebre una mala resposta de la crítica.

## Història
El 1998, The New York Times va publicar un article sobre un resident d'Assís que hi havia vingut com a refugiat.
El 5 d'octubre de 2012, The National Catholic Register va publicar un llarg article de dues parts vinculat a la inauguració d'una nova exposició basada en 25 anys d'investigació sobre el paper de la ciutat en la salvació de milers de refugiats, inclosos aproximadament 300 jueus.